# 蔣耀賢
蔣耀賢（1970年11月14日—），筆名「去花火」，是策展人、地方文史工作者。1994年開始保存橋仔頭糖廠運動迄今，催生橋仔頭糖廠藝術村、金甘蔗影展，以藝術策展參與社會各式議題，同時也是新台灣壁畫隊藝術行動的策展人，2016年獲高雄文藝獎。2017年營運雲林縣古蹟涌翠閣做為當代藝術空間，擔任「417反空污運動」及2018第三勢力雲林縣長參選人王麗萍發言人，現任台灣藝術發展協會理事長、台灣金甘蔗影展協進會理事長、文化部公共藝術學者專家。

## 學歷
東海大學中國文學系學士及成功大學藝術研究所碩士學位。

## 經歷
- 橋仔頭文史協會理事長（2006—2010）及執行長（2001—2004）
- 台新藝術獎觀察委員（2012）
- 文建會地方文化館暨社區營造委員、公共藝術委員
- 青輔會產業與職涯校園巡迴講座講師
- 教育部『創意的發想與實踐課程─創意人講堂』講師
- 勞委會多元就業方案委員
- 公共工程委員會學者專家

## 獎項
- 《朱尾仔與鐵枝路神》獲全國優良兒童劇本首獎（1997）
- 《戍守》獲高雄縣文化基金會論文獎助（1998）
- 《傀儡戲人生》獲第一屆「海洋文學獎」首獎（2000）
- 《荒糖時代》獲第三屆「台灣文學獎」報導文學評審獎（2001）
- 文建會文學人才培土計畫—《樹谷園區公共藝術》報導文學類獎助（2004）
- 第七屆台新獎年度五大視覺藝術（2009）
- 獲選高雄市政府文化局《高雄文藝獎》（2016）

## 著作

### 散文集
- 《搭一間樹屋》（2003），於2008年收錄在《青少年臺灣文庫II-文學讀本》，國立編譯館主編
- 《橋仔頭糖廠藝術村12年》（2013），獲國家文化藝術基金會補助出版
- 《我的荒糖進行式：一個文化恐怖份子的深情自白》，遠足文化（2018）[5]

## 註腳
1. ↑  《糖廠開門 ──蔣耀賢的社造之旅》
2. ↑  《百年糖廠 藝術家當你鄰居》
3. ↑  .   [2019-08-16]. （原始内容存档于2021-10-28）.
4. ↑  .   [2019-08-16]. （原始内容存档于2019-08-16）.
5. ↑  . www.cna.com.tw.   [2019-08-15]. （原始内容存档于2019-08-14）.